# NGC 2957A
NGC 2957A (другие обозначения — MCG 12-10-1, Mrk 121, NPM1G +73.0057, PGC 28113) — спиральная галактика (Sb) на расстоянии около 96 Мпк в созвездии Дракона. Открыта Джоном Гершелем в 1831 году. Составляет пару с NGC 2957B и является более тусклой галактикой в паре, несмотря на название, поскольку она входит в каталог Маркаряна (как Mrk 121) и получила больше внимания при изучении. Эти галактики составляют небольшую группу вместе с NGC 2963.
Этот объект не входит в число перечисленных в оригинальной редакции «Нового общего каталога», но был добавлен позднее.
Радиальная скорость около 6700 км/с.
Галактика находится к юго-востоку от своего компаньона NGC 2957B на угловом расстоянии 13” (около 6 кпк в проекции на картинную плоскость). При наблюдениях в оптике в красном континууме и в линии нейтрального водорода Бальмер-альфа галактика имеет эллиптическую форму, её главная ось перпендикулярна направлению на галактику-компаньона на северо-западе. Проявляет сильные эмиссионные линии в красной области видимого спектра. В то же время в синей области эмиссионные линии (в частности, Бальмер-гамма) очень слабые, хотя есть указание на эмиссионную линию однократно ионизованного углерода (C II).
Вся группа галактик (пара NGC 2957A+B и соседняя NGC 2963) наблюдается на фоне значительно более удалённой (~240 Мпк) гигантской радиогалактики 4C 73.08.